# ایوب خان (بوکسور)
ایوب خان (انگلیسی: Eyüp Can؛ زادهٔ ۳ اوت ۱۹۶۴) بوکسور اهل ترکیه است.